# Adam Matuszczyk
Adam Matuszczyk (Gliwice, 14 de fevereiro de 1989) é um futebolista polaco que atua como meia. Atualmente, joga pelo Braunschweig.
Pela Seleção Polaca, Adam jogou 21 partidas, marcando um gol.